# Árral szemben (film, 1993)
Az Árral szemben (eredeti cím: Striking Distance) 1993-ban bemutatott amerikai bűnügyi akcióthriller, melyet Rowdy Herrington és Marty Kaplan forgatókönyvéből Herrington rendezett. A főbb szerepekben Bruce Willis, Sarah Jessica Parker, Dennis Farina és Tom Sizemore látható.

## Cselekmény
Tom Hardy nyomozót áthelyezik a vízirendészetre. Eközben egy pszichopata sorozatgyilkos szedi áldozatait, aki Hardy apjával is végez. Hardy titokban nyomozni kezd, de az áldozatok mindegyikével kapcsolatba hozható, ezért nemsokára a nyomozó válik az első számú gyanúsítottá.

### Szereplők
| Színész              | Szerep                       | Magyar hang        | Magyar hang        |
| Színész              | Szerep                       | 1. szinkron (1994) | 2. szinkron (2009) |
| -------------------- | ---------------------------- | ------------------ | ------------------ |
| Bruce Willis         | Tom Hardy                    | Vass Gábor         | Dörner György      |
| Dennis Farina        | Nick Detillo kapitány        | Csikos Gábor       | Reviczky Gábor     |
| Sarah Jessica Parker | Jo Christman (Emily)         | Prókai Annamária   | Spilák Klára       |
| Tom Sizemore         | Danny Detillo                | Zalán János        | Rajkai Zoltán      |
| Timothy Busfield     | Tony Sacco                   | Szokol Péter       | Király Attila      |
| Brion James          | Eddie Eiler nyomozó          | Melis Gábor        | Barbinek Péter     |
| Robert Pastorelli    | Jimmy Detillo nyomozó        | Bognár Zsolt       | Fekete Ernő        |
| Andre Braugher       | Frank Morris kerületi ügyész | Galambos Péter     | Galambos Péter     |
| John Mahoney         | Vincent Hardy hadnagy        | Makay Sándor       | Papp János         |